# Renève
Renève – miejscowość i gmina we Francji, w regionie Burgundia-Franche-Comté, w departamencie Côte-d’Or.
Według danych na rok 1990 gminę zamieszkiwało 406 osób, a gęstość zaludnienia wynosiła 28 osób/km² (wśród 2044 gmin Burgundii Renève plasuje się na 523. miejscu pod względem liczby ludności, natomiast pod względem powierzchni na miejscu 669.).